# Marceline Desbordes-Valmore
Marceline Desbordes-Valmore (Douai, 30 de juny del 1786 – París, 23 de juliol del 1859) va ser una cantant, actriu i poetessa francesa.
Es va guanyar la vida com a cosidora i després com a actriu i cantant en els escenaris de Lilla, Douai i Ruan, a l'Opéra-Comique (1805) i a l'Odéon (1813). Quan va perdre la veu, feu d'actriu a París. El 1817, es casà amb l'actor Prosper Lanchantin, Valmore, amb qui tingué dues filles, Ondina i Agnès. En aquest període familiar és quan escrigué la seva producció poètica de caràcter romàntic.
Dins de la seva obra poètica, una poesia elegíaca i amorosa, no exempta d'interès social i polític, trobem els reculls Élégies et Romances (1819), Élégies et Poésies Nouvelles (1825), Poésies (1830), Pauvres Fleurs (1839), Les Pleurs (1833) i Bouquets et prières (1843). La seva obra en prosa L'Atelier d'un peintre (1833) és autobiogràfica.
Els seguidors romàntics i simbolistes van valorar la seva obra, que fou admirada per Lamartine, Balzac, Sainte-Beuve, Rimbaud, Baudelaire i per Paul Verlaine, que la va incloure dins de la seva obra Les poètes maudits.